# إيمي جونز (رسامة)
إيمي جونز (بالإنجليزية: Amy Jones)‏ هي رسامة وفنانة أمريكية، ولدت في 4 أبريل 1899 في بوفالو في الولايات المتحدة، وتوفيت في 8 أكتوبر 1992 في إسكونديدو في الولايات المتحدة.